# 國道2號 (羅馬尼亞)

國道2號（羅馬尼亞語：Drumul Naţional 2/DN2）是羅馬尼亞一條公路，連接首都布加勒斯特和接壤烏克蘭邊境的錫雷特，全長446公里。
途經城市包括布澤烏、福克沙尼、巴克烏、蘇恰瓦等。